# Viviane Chidid
Viviane Chidid o Vivian N'Dour (M'Bour, 29 de septiembre de 1973) es una cantante senegalesa de mbalax y R&B.

## Carrera
A partir de 1993 se convirtió en una corista en el grupo Youssou N'Dour, el "Super Étoile de Dakar". Unos años más tarde, se casó con Bouba N'Dour, hermano Youssou N'Dour, que se convirtió en su propio gestor (después de una separación en 2007 la pareja se casó en 2010 y en 2011 redivorcé .
Ella ganó fama internacional con Youssou N'Dour, a veces incluyendo la interpretación con él en los conciertos públicos con su éxito Neneh Cherry,  Seven Seconds .
En 2001, Viviane también un distanciamiento con su mentor Youssou N'Dour, para crear su propio grupo, llamado el  Djolof Band , pero sigue siendo corista Youssou N'Dour con motivo de los grandes bailes organizados por este último. El mismo año, Viviane tipo  The Show , un disco en vivo realizado con su banda.
Ella demandó por plagio título  Sammina  de  Elhadj Faye. Se pierde el juicio, y debe pagar la suma de 5 millones de franco CFA  para el intérprete de la canción.

## Discografía
| 1999 | Entre Nous         |
| 2000 | Nature             |
| 2001 | Le show            |
| 2002 | Tere Nelaw         |
| 2003 | Fii Ak Fee         |
| 2004 | Esprit             |
| 2006 | Mame Diarra        |
| 2008 | Bataclan Café      |
| 2010 | Wooy Yaay Yooy     |
| 2014 | Rètaane            |
| 2015 | Naxma              |
| 2016 | Wuyuma , No stress |

## Premios y nominaciones

### Afrotainment Museke African Music Awards 2011
1. mejor artista del año
2. mejor artista femenino del año
3. Mejor Clip Video
4. Mejor canción del África Occidental
5. Mejor Canción Afro-Ritmo
6. Mejor música video (por kumu Neexul realizado en Senegal por Gelongal)

### Cameroon Entertainment Awards 2012
Ganadora Cameroon Entertainment Awards 2012 (enlace roto disponible en Internet Archive; véase el historial, la primera versión y la última).</ref> du Pan African Artist of Year Award (Prix de l'artiste panafricain de l'année), à la cérémonie des Cameroon Entertainment Awards 2012.

### En Awards 2012
Ganador el  Pan artista africana o un grupo de la concesión del año  (Premio artista o grupo panafricano del año), la ceremonia de nigerianos Entertainment Awards 2012.

### Kora All-Africa Music Awards 2012
Nominado en la categoría "Mejor Artista Femenina del África Occidental "como parte de la 12  edición de los Kora All-Africa Music Awards, que serán presentados el 29 de diciembre de 2012 en Abiyán.

### 2016 WAMVA Awards
"Wuyuma" es sin duda el hit del verano. El último clip Viviane Ndour continúa siendo hablado. Esta obra maestra de la Reina ha sido nominado a los premios WAMVA. Cabe recordar que dos semanas de visualización, el video había alcanzado el hito de un millón de visitas en Youtube.